# Coupe latine de rink hockey 1963
Navigation
Coupe latine de rink hockey 1962 Coupe latine de rink hockey 1987
La Coupe latine de rink hockey 1963 est la 8e édition de la compétition organisée par le Comité européen de rink hockey. Cette édition a lieu à Bologne, en Italie du 10 au 12 octobre 1963. L'Espagne remporte pour la deuxième fois ce tournoi.

## Déroulement
Les quatre équipes s'affrontent toutes une fois. 

## Classement et résultats
| Rang | Équipe   | Pts | J | G | N | P | Bp | Bc | Diff |  | Résultats |  |     |     |      |
| ---- | -------- | --- | - | - | - | - | -- | -- | ---- |  | --------- |  | --- | --- | ---- |
| 1    | Espagne  | 6   | 3 | 3 | 0 | 0 | 11 | 2  | +9   |  | Espagne   |  | 3-2 | 3-0 | 5-0  |
| 2    | Portugal | 4   | 3 | 2 | 0 | 1 | 19 | 3  | +16  |  | Portugal  |  |     | 3-0 | 14-0 |
| 3    | Italie   | 2   | 3 | 1 | 0 | 2 | 5  | 5  | 0    |  | Italie    |  |     |     | 5-0  |
| 4    | France   | 0   | 3 | 0 | 0 | 3 | 0  | 24 | -24  |  | France    |  |     |     |      |

## Sources
- (pt) Cet article est partiellement ou en totalité issu de l’article de Wikipédia en portugais intitulé « Taça Latina de 1963 » (voir la liste des auteurs).